# Truly Madly Deeply
A Truly Madly Deeply a Cascada együttes Everytime We Touch című albumának ötödik kislemeze. A dal eredeti szerzője a Savage Garden.

## Számlista
CD kislemez (Egyesült Királyság)
1. Truly Madly Deeply [radio edit] – 2:57
2. Truly Madly Deeply [album version] – 4:14
3. Truly Madly Deeply [club mix] – 4:34
4. Truly Madly Deeply [Styles & Breeze remix] – 5:03
5. Truly Madly Deeply [Thomas Gold remix] – 8:32
6. Truly Madly Deeply [DJ Bomba & El Senor remix] – 6:49
7. Truly Madly Deeply [Frisco Remix] – 6:07

12" kislemez (Németország)
1. Truly Madly Deeply [2-4 Grooves Remix] – 6:00
2. Truly Madly Deeply [Thomas Gold Remix] – 8:29

CD kislemez (Németország)
1. Truly Madly Deeply [radio edit] – 2:55
2. Truly Madly Deeply [Thomas Gold radio edit] – 3:36
3. Truly Madly Deeply [2-4 Grooves radio edit] – 3:27
4. Truly Madly Deeply [album version] – 4:12
5. Truly Madly Deeply [Candy radio edit] – 3:18

12 kislemez (USA)
1. Truly Madly Deeply [radio edit] – 2:58
2. Truly Madly Deeply [album version] – 4:12
3. Truly Madly Deeply [Thomas Gold radio edit] – 3:38
4. Truly Madly Deeply [Tune Up! radio edit] – 2:58
5. Truly Madly Deeply [Thomas Gold remix] – 8:30
6. Truly Madly Deeply [UK club mix] – 4:34
7. Truly Madly Deeply [Tune Up! remix] – 4:35
8. Truly Madly Deeply [Styles & Breeze remix] – 4:58
9. Truly Madly Deeply [DJ Bomba & El Senor remix] – 6:48
10. Truly Madly Deeply [Frisco remix] – 6:00

Ausztrália (2007)
1. Truly Madly Deeply [2-4 Grooves Radio Edit] 3:30
2. Truly Madly Deeply [UK Radio Edit] 2:54
3. Truly Madly Deeply [Radio Pop Mix] 4:14
4. Truly Madly Deeply [Ivan Filini Radio Edit] 3:07
5. Truly Madly Deeply [Album Version]
6. Truly Madly Deeply [Styles & Breeze Remix] 5:03
7. Truly Madly Deeply [Tune Up! Remix] 4:35
8. Truly Madly Deeply [DJ Bomba & El Senor Remix] 6:49
9. Truly Madly Deeply [Thomas Gold Remix] 8:30

Az Essential Remixeshez mellékelt verzió
1. Truly Madly Deeply [UK Club Mix]
2. Truly Madly Deeply [UK Radio Edit]
3. Truly Madly Deeply [DJ Bomba & El Senor Remix]
4. Truly Madly Deeply [Original Dance Mix]
5. Truly Madly Deeply [Dance Edit]
6. Truly Madly Deeply [Styles & Breeze Remix]
7. Truly Madly Deeply [Thomas Gold Remix]
8. Truly Madly Deeply [Tune Up! Remix]
9. Truly Madly Deeply [Tune Up! Edit]

Egyéb remixek
- Truly Madly Deeply [Alex K Remix] 6:15
- Truly Madly Deeply [Original Dance Remix (Asian Edition]
- Truly Madly Deeply [Original Dance Edit (Asian Edition]